# Matthew Parker
Matthew Parker  (6 de agosto de 1504 Norwich, Reino de Inglaterra - 17 de mayo de 1575 Lambeth, Reino de Inglaterra) fue un arzobispo inglés. Fue arzobispo de Canterbury en la Iglesia de Inglaterra desde 1559 a 1575. Se le considera cofundador, junto al también arzobispo de Canterbury Thomas Cranmer y el teólogo Richard Hooker de una doctrina reformista en el Anglicanismo.
Parker fue uno de los principales creadores de los Treinta y nueve artículos, las declaraciones definitorias de la doctrina anglicana. Su colección de manuscritos, una de las más antiguas del mundo, forman parte de los esfuerzos para demostrar que la Iglesia inglesa era históricamente independiente de Roma. Sus trabajos sobre la literatura inglesa antigua sentó las bases para los estudios anglosajones.

## Primeros años
Matthew Parker nació en Norwich el 6 de agosto de 1504.  Su padre era un rico tejedor de estambre y nieto de Nicholas Parker, secretario de los sucesivos arzobispos de Canterbury entre 1450 y 1483. Parker fue educado en su casa de Norwich. Más tarde fue educado por seis hombres, en su mayoría clérigos.
Con dieciséis años se marcha a estudiar a la Universidad de Cambridge donde se licenció en Artes en 1525. En la Universidad tiene acceso a las obras de Martin Lutero y trabó amistad con Thomas Bilney.

## Estudios en Cambridge
Ordenado diácono el 20 de abril de 1527 y sacerdote el 15 de junio del mismo año, en septiembre fue elegido miembro del Corpus Christi College.
Thomas Bilney fue encarcelado durante dos años, a pesar de retractarse, por ser acusado de hereje en 1527. Al regresar a Cambridge, lamentó haberse retractado y comenzó a predicar por todo Norfolk. En agosto de 1531 fue condenado a ser quemado en la hoguera por reincidente. Parker, que estuvo presente, defendió a Bilney cuando se le acusó de que en la hoguera se retractó de sus palabras.
Autorizado a predicar en 1533, comenzó a hacerlo en Cambridge y alrededores; donde se hizo muy popular. Debió de hacerlo bajo la imposición de los Diez Artículos. Se convirtió en capellán de Ana Bolena y en cuidador de su hija Isabel. En 1535, se licenció en Teología y gracias a su influencia, fue nombrado decano del Colegio de Canónigos de Stoke-by-Clare; cargo que ocuparía hasta 1547.
En Stoke, creó nuevos estatutos que asegurasen que hubiera una predicación regular. Bajo el decanato de Parker, los eruditos de Cambridge dieron conferencias, se prestó una mayor atención a la educación de los niños del coro y se construyó una escuela primaria gratuita para los niños locales. Estos actos hicieron que su reputación se extendiera además de proteger la disolución del Colegio.
Se convirtió en Divinitatis doctor en 1538. Un año antes se había convertido en el capellán de Enrique VIII.
En 1539, es acusado por sus compañeros de Stoke de herejía ante el Lord canciller Thomas Audley. El barón desestimó los cargos e instó a Parker a continuar con su labor <<y no temer a tales enemigos>>. Fue nombrado en 1541 prebendado de Ely, signo de que tenía la aprobación del Rey.
En 1545 fue nombrado rector de Corpus Christi a la que donó toda su colección de manuscritos. Tras la aprobación de la Ley del Parlamento en 1545 que permitía al rey disolver capillas y colegios, Parker fue nombrado uno de los comisionados de Cambridge, se especula que gracias a su informe pudo haber salvado la Universidad. Sin embargo, no corrió la misma suerte el Colegio de  Stoke-by-Clare. Durante esa etapa trabó amistad con Martin Bucer que exiliado, daba clases de religión en Cambridge.
Parker se casó en junio de 1547 con Margaret, hija de un hacendado de Norfolk, con la que tuvo cinco hijos. Durante la Rebelión de Kett, predicó en Mousehold Heath, donde estaba situado el campamento de los rebeldes. Su secretario escribió una crónica del levantamiento.
En 1552 fue ascendido al decanato de Lincoln. Un año después, debido a su apoyo a John Dudley, fue privado de dicho decanato, su maestría en Corpus Christi y el resto de puestos. A pesar de ello no le fue necesario exiliarse, lo que hizo que se ganará la antipatía de los que se exiliaron e idealizaron a los mártires.

## Arzobispado de Canterbury
William Cecil, principal asesor de Isabel I, aconsejó a la Reina para que nombrase a Parker arzobispo. A pesar de ello a Isabel no le gustaba que el clero hubiese contraído matrimonio ni le gustaba en particular la esposa de éste.
El 1 de agosto de 1559 fue elegido arzobispo de Canterbury si bien la ceremonia se realizó el 19 de diciembre debido a la dificultad de encontrar cuatro obispos para consagrarlo. La consagración de Parker fue legalmente válida solo por la plenitud de la Supremacía Real aprobada por la Cámara de los Comunes y de mala gana por una votación de la Cámara de los Lores.
Parker desconfiaba del entusiasmo popular y escribió la idea de que "la gente" debería ser los reformadores de la Iglesia. Estaba convencido de que si alguna vez se iba a establecer firmemente el Protestantismo en Inglaterra, debían sancionarse algunas formas y métodos eclesiásticos definidos para asegurar el triunfo del orden sobre la anarquía, y se dedicó enérgicamente a la represión de lo que consideraba un individualismo incompatible con el espíritu católico.

### La consagración ¿Válida?
La consagración de Parker fue el origen de una disputa, que aun continua, con respecto a su validez sacramental desde la perspectiva de la Iglesia Católica. La Comisión papal tachó de <<absolutamente nulas y absolutamente inválidas>> a las órdenes anglicanas en 1896. El Papa afirmó que el <<defecto de forma e intención>> hicieron del rito insuficiente para hacer un obispo en la sucesión apostólica según la interpretación católica. Específicamente, el rito inglés se consideró defectuoso en la "forma", es decir, en las palabras del rito que no mencionaba la "intención" de crear un obispo sacrificador considerado sacerdote en un grado superior, y la ausencia de un cierto "materia", como la entrega del cáliz y la patena al ordenando para simbolizar el poder de ofrecer sacrificio.
Los arzobispos de Canterbury y York de la Iglesia anglicana rechazaron los argumentos del Pontífice en Saepius Officio en 1897.
En su primer año como arzobispo, Parker participó en la consagración de once nuevos obispos y confirmó a dos que ya habían sido ordenados bajo reinados  anteriores.

## Años posteriores y muerte
Parker evitó involucrarse en la política secular y nunca formó parte del Consejo Privado de Isabel. La política eclesiástica le dio considerables problemas. Algunos de los reformadores evangélicos querían cambios en la liturgia y en la vestimenta clerical. Los primeros presbiterianos no querían obispos, y los conservadores se opusieron a todos estos cambios y a toda práctica de la Iglesia que encabezaba el Rey Enrique VIII. La reina misma rehuyó el privilegio episcopal hasta que finalmente lo reconoció como uno de los principales baluartes de la supremacía real. 
Parker tuvo poco apoyo del Parlamento y la Corona para detener la ola de Puritanismo.
En las Interpretaciones y Consideraciones Adicionales de los obispos, emitidas en 1560, se realizaron modificaciones en la vestimenta, pero no cumplió con los deseos de los contrarios a la vestimentas. En 1566, publica su obra Libro de anuncios para controlar la facción "antivestimenta". Las disputas sobre las vestimentas se habían expandido hasta convertirse en una controversia entre el gobierno y la autoridad de la Iglesia.
Parker murió el 17 de mayo de 1575 en el Palacio de Lambeth, donde esta enterrado en su capilla, lamentando que las ideas «puritanas de "gobernanza", desharían a la Reina y a todos los demás que dependían de ella». Por su conducta personal, había sentado un ejemplo ideal para los sacerdotes anglicanos.